# Incurvarioidea

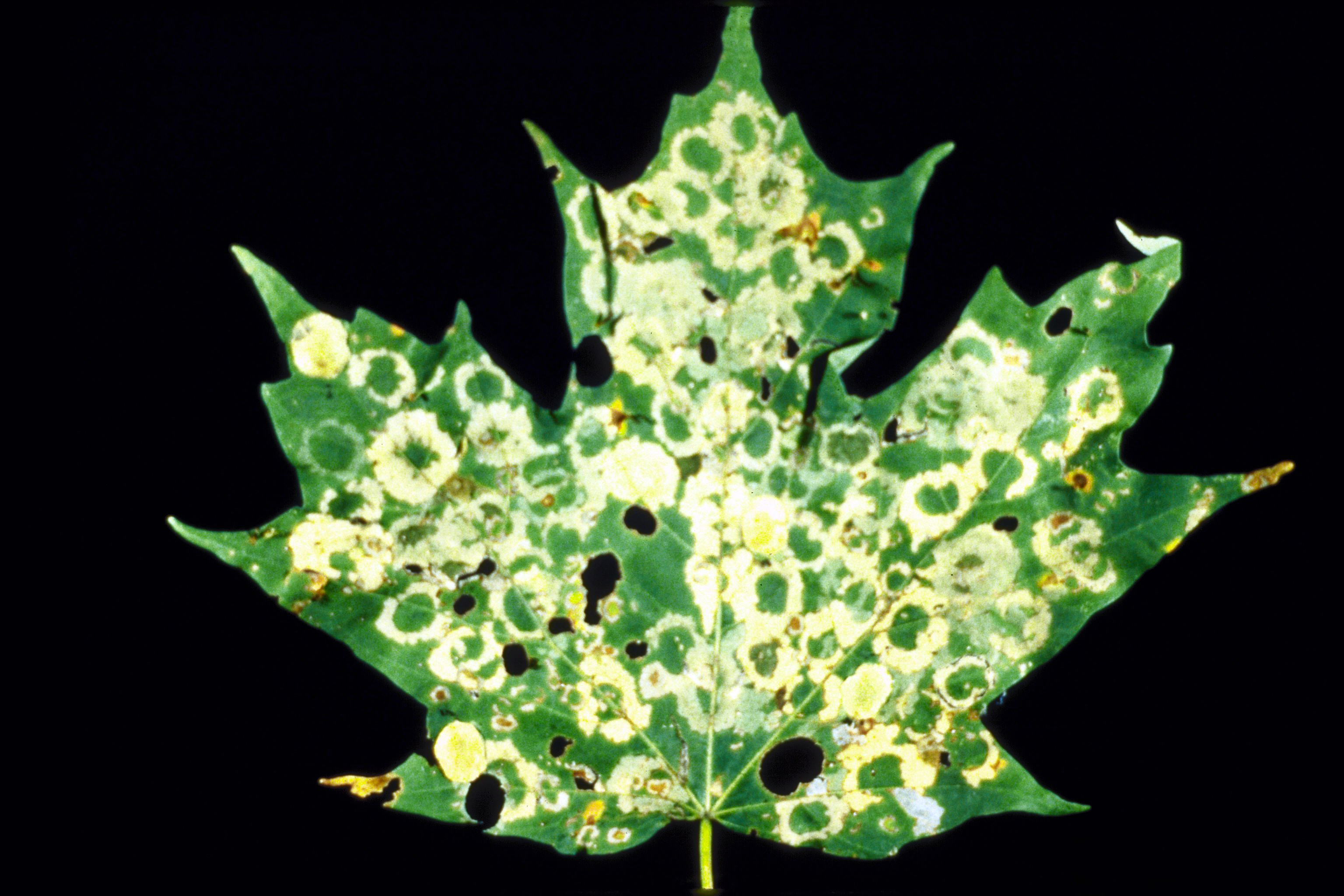
Minen der Raupen von Paraclemensia acerifoliella

Die Incurvarioidea ist eine etwa 560 Arten umfassende, weltweit verbreitete Überfamilie der Schmetterlinge (Lepidoptera).

## Merkmale
Die kleinen bis sehr kleinen Falter haben eine Vorderflügellänge von 1,7 bis 16 Millimeter. Ihr Kopf ist in der Regel rau und trägt haarartige (piliforme) Schuppen. Bei den meisten Erzglanzmotten (Heliozelidae) ist er jedoch glatt und mit breiten Schuppen bedeckt. Punktaugen (Ocelli) und Jordansche Organe (Chaetosemata) fehlen. Die Fühler sind fadenförmig und nur bei den Männchen einiger Arten der Gattung Incurvaria gekämmt. Der Scapus bildet keine Kappe vor den Augen. Das Haustellum ist meist mäßig lang. Bei den Langhornmotten (Adelidae) ist es charakteristisch lang, bei den Cecidosidae ist es stark zurückgebildet, oder fehlt. Es ist in der Regel unbeschuppt, nur bei den Langhornmotten und einigen wenigen Yuccamotten (Prodoxidae) ist es basal beschuppt. Die Maxillarpalpen sind unterschiedlich ausgebildet, aber meistens fünfgliedrig. Selten sind sie zurückgebildet, oder fehlen. Die Labialpalpen sind in der Regel dreigliedrig und haben an der Spitze des dritten Segments ein Sinnesorgan und am zweiten Segment aufrechte Borsten. Nur selten sind die Labialpalpen zweigliedrig, oder fehlen vollständig. Die Flügel sind in der Regel mit der vollständigen, für die Gruppe der Heteroneura typischen Flügeladerung ausgestattet und haben eine deutlich erkennbare Diskalzelle auf den Vorderflügeln. Bei den Erzglanzmotten und den Cecidosidae ist die Aderung jedoch stärker zurückgebildet. Microtrichien sind im Allgemeinen überall auf den Flügeloberflächen verteilt und nur bei manchen Gattungen zurückgebildet. Das Frenulum besteht bei den Männchen typischerweise aus einer einzelnen langen Borste, die in einen dreieckigen, subcostalen Lobus (Retinaculum) unterhalb der Basis der Ader Sc am Vorderflügel einhakt. Bei den Cecidosidae fehlt das Frenulum. Die Weibchen haben ein unscheinbares Frenulum, das aus zwei oder mehreren kleinen, Costalborsten entlang der Basis der Hinterflügel besteht. Die vorderen Schienen (Tibien) der Beine haben keine, die der mittleren zwei und die der hinteren vier Sporne. Eine Epiphyse ist in der Regel ausgebildet, fehlt aber bei zumindest einer Gattung in jeder Familie. Am Hinterleib ist das zweite Sternum schräg in ein überwiegend membranöses vorderes Drittel (S2a) und ein mehr sklerotisierten hinteren Teil getrennt, der schlanke, anterolaterale Fortsätze und ein beidseitiges Paar kleiner warzenartiger Höcker besitzt. An den Pleura befinden sich für gewöhnlich zwei Reihen mit tuberkeln versehener Platten. Die eine befindet sich nahe dem seitlichen Rand der Sterna, die andere posterodorsal zu den Stigmen. Die anterolateralen Fortsätze von S2b sind mit dem ersten Sternum hinter dem Stigma auf A1 durch schlanke, tergosternale Verbindungen verbunden. Bei den Weibchen ist das achte Hinterleibssegment zurückgebildet und durch das stark vergrößerte siebte Sternit verdeckt. Das siebte Tergit ist weniger als halb so groß, wie das siebte Sternit. Die männlichen Genitalien haben 13 Reihen kammartiger Stacheln (Pectinifere) auf den Valven. Diese fehlen bei den Miniersackmotten, den Adelinae und sind bei den Crinopterygidae und manchen Yuccamotten zurückgebildet. Die Juxta ist meist langgestreckt und entweder pfeilförmig oder tief gegabelt. Der Ovipositor der Weibchen ist langgestreckt und ausstülpbar. Er ist so gebaut, dass mit ihm Pflanzenmaterial angestochen werden kann. An verschiedenen Stellen des Ovipositors und den zugehörigen inneren Organen befinden sich zwei oder mehrere Paare fadenförmiger Apodeme.
Bei den Raupen sind die Bauchbeine als ziemlich einfache Sporne ausgebildet, die in einer oder mehr schrägen Reihen angeordnet sind. Bei einigen Familien fehlen die Bauchbeine vollständig. Die Puppen tragen eine oder mehrere Reihen von Stacheln an den Terga des Hinterleibs.

## Lebensweise
Die Raupen innerhalb der Incurvarioidea ernähren sich von einer großen Bandbreite verschiedener Nahrungspflanzen und auch ihre Lebensweise ist sehr unterschiedlich. Bei manchen Arten, bauen ältere Raupen einen Köcher, in dem bei den Erzglanzmotten die Verpuppung stattfindet und in dem sich die Langhornmotten und manche Miniersackmotten zusätzlich dazu auch entwickeln. Es gibt aber auch ausschließlich endophag lebende Raupen, die keine solchen Köcher bauen, wie die der Cecidosidae und der höher entwickelten Yuccamotten, was vermutlich eine weiter entwickelte Lebensweise darstellt. Die Puppe befreit sich vor dem Schlupf des Falters teilweise aus dem Kokon.

## Taxonomie und Systematik
Die Monophylie der Überfamilie wird durch den ausstülpbaren Ovipositor, mit dem in Pflanzenmaterial eingestochen werden kann, die Apodeme, das durch das siebte Sternum überdeckte achte Hinterleibssegment und die Form der Juxta begründet. Die Überfamilie wird innerhalb der Heteroneura in die Gruppe Incurvariina gestellt, die als Schwestergruppe der Nepticulina gilt, die die Nepticuloidea, Tischerioidea und die Palaephatoidea umfasst. Folgende Familien werden der Überfamilie zugerechnet:
- Erzglanzmotten (Heliozelidae)
- Langhornmotten (Adelidae)
- Miniersackmotten (Incurvariidae)
- Yuccamotten (Prodoxidae)
- Cecidosidae
- Crinopterygidae

## Belege